# Litopyllus
Litopyllus es un género de arañas araneomorfas de la familia Gnaphosidae. Se encuentra en Norteamérica y las Antillas. 

## Lista de especies
Según The World Spider Catalog 12.0:
- Litopyllus cubanus (Bryant, 1940)
- Litopyllus realisticus (Chamberlin, 1924)
- Litopyllus temporarius Chamberlin, 1922